# Pitthea sospes
Pitthea sospes är en fjärilsart som beskrevs av Louis Beethoven Prout 1921. Pitthea sospes ingår i släktet Pitthea och familjen mätare. Inga underarter finns listade i Catalogue of Life.